# Restio exilis
Restio exilis är en gräsväxtart som beskrevs av Maxwell Tylden Masters. Restio exilis ingår i släktet Restio och familjen Restionaceae. Inga underarter finns listade i Catalogue of Life.